# Jānis Tilbergs
Jānis Tilbergs també conegut com a Tillbergs o Tilberg (en letó:Jānis Roberts Tilbergs; en rus: Янис Тилберг, Yanis Tilberg), (Riga, 2 de juliol de 1880 - Riga, 7 de novembre de 1972) va ser un artista, pintor i escultor letó. És conegut com un consumat retratista.

## Biografia
Tilbergs es va graduar a la desapareguda «Escola d'Art de Riga», després, entre 1901 y 1909 va passar a completar els seus estudis a l'Acadèmia Imperial de les Arts a Sant Petersburg, la capital de l'Imperi Rus estudiant allà amb Dmitri Kardovski, i presentant com la seva obra mestra Pietà.
La seva obra va aparèixer publicada el 1904 en la revista Austrums on il·lustra la història d'A. Niedra Bads un Mīlestība («Fam i amor»), a partir d'això va passar a il·lustrar un gran nombre d'altres llibres. Va ser el dissenyador gràfic per a la revista Svari, publicada a Sant Petersburg i Riga; també va fer il·lustracions per als diaris russos Seri Volk i Novaia Rusi.
Va participar en l'organització i exhibició a la primera exposició d'art de Letònia de 1910. Al llarg de la seva carrera, va exposar en diversos llocs internacionals (Dinamarca, Suècia, Noruega, França, Anglaterra), com ambaixador de l'art de Letònia va realitzar una exposició a Riga (1934, 1960) i a Tallin (1961).
Després de la Revolució Russa de 1917, Tilbergs va participar [al | en el] programa de propaganda monumental de Lenin. que va sol·licitar la creació de l'«art monumental Revolucionari», la construcció de monuments als revolucionaris pels «artistes progressistes de totes les èpoques i nacions». Tilbergs va realitzar un monument a en guix dedicat a Taràs Xevtxenko un dels més grans poetes i humanistes d'Ucraïna, va ser inaugurat l'1 de desembre de 1918. Aquest monument va aguantar durante uns vuit anys, quan el guix ja s'havia deteriorat per estar a l'aire lliure i va ser desmuntat definitivament.
Es va convertir en professor a l'Acadèmia d'Art de Letònia a Riga on va ensenyar pintura figurativa entre 1921-1932. Va ser autor de diversos dissenys de les monedes encunyades en el període d'entreguerres a Letònia. Els lats encunyats el 1924-1926 van portar la «branca de palma» disseny de Tilbergs, un motiu popular a Europa en aquell moment. A l'àmbit acadèmic Tilbergs era considerat un mestre del retrat i els realitzats a Rainis, un gran escriptor i a Eduards Smiļģis, un famós productor de teatre, s'exhibeixen al Museu d'Art Nacional de Letònia.